# هایلند میلز (نیویورک)
هایلند میلز (به انگلیسی: Highland Mills) یک منطقهٔ مسکونی در ایالات متحده آمریکا است که در شهرستان اورنج، نیویورک واقع شده‌است. هایلند میلز ۴٫۵ کیلومتر مربع مساحت و ۳٬۴۶۸ نفر جمعیت دارد و ۱۵۵ متر بالاتر از سطح دریا واقع شده‌است.